# Best of E.N.I.
Best of E.N.I. kompilacijski je album riječke pop skupine E.N.I., kojeg 2008. godine objavljuje diskografska kuća Dallas Records.
Kompilacija Best of E.N.I. donosi presjek njihove uspješne dvanaestogodišnje karijere. Album sadrži 14 njihovih najvećih hitova, uključujući i one iz prvog dijela karijere poput skladbe "Probudi me", s kojom su predstavljale Hrvatsku na Eurosongu te uspješnice "Mara Pogibejčić", "Ti si moja ruža", "Kap po kap" i "Mi možemo sve".
Album sadrži i dvije nove skladbe "Polaroid" i "Crna kutija", koje je napisao Vlado Simichich (bivši gitarist sastava Laufer). Povodom ovog albuma članice skupine E.N.I. pojavile su se s posebnim novim imiđem, koji se može vidjeti na omotu albuma, kao i u spotu za skladbu "Polaroid" (Gonzo).

## Popis pjesama
1. "Polaroid"
2. "Mona Lisa"
3. "Oči su ti ocean"
4. "Probudi me"
5. "Mara Pogibejčić" feat. Let 3
6. "Rijetko te viđam sa djevojkama"
7. "Ja znam"
8. "You`re the one"
9. "Sol u čaju"
10. "Kap po kap"
11. "Ljubav je tu"
12. "Mi možemo sve"
13. "Samo jednom se ljubi"
14. "Ti si moja ruža"
15. "Traži se dečko"
16. "Crna kutija"
17. "Sve je tvoje"
18. "Tko zna"

## Vanjske poveznice
- Službene stranice sastava